# Assemblée des Premières Nations du Québec et du Labrador
L'Assemblée des Premières Nations du Québec et du Labrador (APNQL) est un organisme de représentation politique des Premières Nations du Québec et du Labrador. Elle est l'interlocuteur principal des Premières Nations avec le Secrétariat aux affaires autochtones du Québec et le ministère des Relations Couronne-Autochtones et des Affaires du Nord du Canada. L'Assemblée est composée des dirigeants de 43 communautés représentant les nations abénaquise, algonquine, atikamekw, crie, malécite, micmacque, innue et naskapie, aussi que huronne-wendate et   mohawk. Elle ne représente pas les Inuits.

## Historique
Le Conseil national des Indiens du Canada, un organisme représentant les Premières Nations, les Métis est les autochtones sans statut, est fondé en 1961. Le Conseil national des indiens se scinde en 1969, alors que sont créées la Fraternité nationale des indiens du Canada, représentant les Premières Nations, et le Conseil national des autochtones du Canada, représentant les Métis et les autochtones sans statut.
Entre-temps, l'Association des Indiens du Québec est créée en 1965. Cet organisme accompagne les Cris dans ses revendications lors du projet de développement hydroélectrique de la Baie-James. L'Association se dissout, et sont créés le Grand Conseil des Cris, le Conseil algonquin de l’ouest du Québec et le Conseil Attikamek-Montagnais,.
L'enchâssement des droits ancestraux à la constitution du Canada lors de son rapatriement est une occasion de faire valoir les droits des autochtones. La Fraternité nationale des Indiens change alors de nom pour l'Assemblée des Premières Nations au début des années 1980. Une assemblée régionale est créée en 1985.

## Communautés membres

### Iroquoiens du Saint-Laurent
Huron-Wendat
- Nation huronne-wendat

Mohawk
- Mohawks d'Akwesasne
- Mohawks de Kahnawà:ke
- Mohawks de Kanesatake

### Algonquiens de l'Est
Abénaki
(Grand Conseil de la Nation Waban-Aki)
- Première Nation des Abénakis de Wôlinak
- Odanak

Malécite
- Conseil de la Première Nation Malécite Wolastoqiyik Wahsipekuk

Micmac/Mi'gmaq
(Secrétariat Mi'gmawei Mawiomi)
- Gouvernement mi'gmaq de Listuguj
- Micmacs de Gesgapegiag
- Nation Micmac de Gespeg

### Algonquiens du Nord
Atikamekw
(Conseil de la Nation atikamekw)
- Conseil des Atikamekw de Manawan
- Conseil des Atikamekw d’Opitciwan
- Conseil des Atikamekw de Wemotaci

Cris (Grand Conseil des Cris)
- Cree Nation of Chisasibi
- Cree Nation of Eastmain
- Cree Nation of Nemaska
- Cree Nation of Mistissini
- Cree Nation of Oujé-Bougoumou
- The Cree First Nation of Waswanipi
- Cree Nation of Wemindji
- The Crees of the Waskaganish First Nation
- Whapmagoostui First Nation

Naskapi
- Nation naskapie de Kawawachikamach

Innu/Ilnu
- Natuashish et
- Sheshatshiu au Labrador
- (conseil tribal Mamuitun et regroupement Mamit Innuat au Québec)
  - Conseil des Innus d'Ekuanitshit
  - Conseil des Innus de Essipit
  - Conseil des Innus de Matimekush-Lac John
  - Conseil des Innus de Pakuashipi
  - Conseil des Innus de Pessamit
  - Conseil des Innus de Nutashkuan
  - Conseil des Innus Unamen Shipu
  - Innu Takuaikan Uashat mak Mani-Utenam
  - Pekuakamiulnuatsh Takuhikan
- Mushuau Innu Band Council?

### Algonquiens du Centre
Algonquins
(Conseil tribal de la Nation algonquine Anishinabeg et Secrétariat des programmes et des services de la Nation algonquine)
- Algonquins de Barriere Lake
- Conseil de la Première Nation Abitibiwinni
- Conseil des anicinape de Kitcisakik
- Kebaowek First Nation
- Kitigan Zibi Anishinabeg
- Long Point First Nation
- Nation anishinabe du Lac Simon
- Timiskaming First Nation Band Office
- Wolf Lake First Nation

## Chefs
- 1985 - 1992 : Konrad Sioui
- 1992-2025 : Ghislain Picard
- Depuis 2025 : Francis Verreault-Paul[3]